# Close to the fire
Close to the fire is het 10e album van de Nederlandse symfonische-rockgroep Kayak. Het album is grotendeels opgenomen in de Down Under Studio in Hilversum.

## Geschiedenis
In 1995 maakten Ton Scherpenzeel en Pim Koopman een doorstart van Kayak, zonder overigens die bandnaam te gebruiken. Ze zagen elkaar in muziekwinkel en begonnen wat te proberen. De muziek moest daarbij vooral niet te veel op het “oude Kayak” lijken; Scherpenzeel wilde die “zware last” van naamsbekendheid en verwachtingen niet. Als zanger viel destijds de keus op Alex Toonen, dan enigszins bekend van de Nederlandse progressieve muziekgroep For Absent Friends (FAF). Desalniettemin kreeg Max Werner lucht van deze hernieuwde samenwerking en sloot zich bij Scherpenzeel en Koopman aan; zij vonden de stem van de voormalige Kayak-zanger toch beter bij de nummers passen. Gitarist was studiomuzikant Rob Winter. De platenlabels vertoonden geen enkele belangstelling; het is dan de moeilijke tijd voor progressieve rock. Ondertussen was er wel aandacht voor de muziek van Kayak. De  oude platen werden overgezet naar compact disc werden uitgebracht. In 1997 werd in de serie Classic Albums aandacht besteed aan Kayaks derde album Royal Bed Bouncer. Daarvoor kwamen de bandleden van dat album elkaar weer tegen en ze beleefden plezier aan die opnamen. Een definitief besluit viel om toch als Kayak te herstarten kwam in 1999 door collegaband De Kast; zij vroegen de band een reünie te houden voor het programma Vrienden van amstel live. Bandleden van De Kast bleken al jaren fan te zijn van Kayak. Demo’s werden weer tevoorschijn gehaald. Het album zou ook begeleid worden door het management en label Pro Acts van De Kast. Ondertussen was door de samenwerking tussen Werner, Scherpenzeel, Koopman en de opnamen dat het eigenlijk niet zonder de naam Kayak zou worden uitgebracht. Opnamen werden afgemaakt zonder vaste Kayak-gitarist Johan Slager; Scherpenzeel wilde gitarist Rob Winter niet passeren; hij had immers de demo’s volgespeeld. Als bassist werd gekozen voor Bert Veldkamp.
Een andere hindernis die wegviel was het overlijden van voormalig manager Frits Hirschland, die volgens Scherpenzeel zonder meer problemen had gemaakt bij een herstart. Hij had dan wel weer manager willen worden, hetgeen de band niet wilde.
Bij uitgave van het album bleek dat de band ondanks een omissie van 20 jaar direct verder kon; Close to the fire is een typisch Kayakalbum, dat direct in een serie na Royal Bed Bouncer uitgebracht had kunnen worden. Opvallende gastmusicus is Andrew Latimer op Full Circle; Latimer was/is leider van Camel, een band waar Scherpenzeel los-vast lid van was.

## Musici
- Ton Scherpenzeel – toetsinstrumenten, zang, accordeon
- Pim Koopman – slagwerk, zang
- Max Werner – zang, percussie
- Bert Veldkamp – basgitaar
- Rob Winter – gitaar, zang

## Gastmusici
- Andrew Latimer - gitaar op "Full Circle"
- Syb van der Ploeg - leadzang op "Ruthless Queen"
- Sytse Broersma - zang op "Ruthless Queen"
- Peter van der Ploeg – akoestische gitaar op "Ruthless Queen"
- Annet Visser – dwarsfluit, blokfluit
- Femmes Vattaal - percussie
- Lorre Trytten – viool op "Full Circle"
- Arthur Polini – aanvullende zang (wordt ten onrechte vermeld als "Arthur van Pol"; was lid van band Valentine)
- Holger Schwedt – aanvullende percussie

Femmes Vattaal is een slagwerkgroep bestaande uit enkel dames; zij traden samen op met onder meer Kayak, Henk Westbroek en Marco Borsato in het Gelredome op 8 en 9 januari 2000.

## Tracklist
Alle tracks gecomponeerd door Irene Linders en Ton Scherpenzeel (tekst) op muziek van Scherpenzeel, behalve waar aangegeven.

| 1.                 | Close to the fire                                           | 8:12 |
| 2.                 | When hearts grow cold                                       | 3:09 |
| 3.                 | Dream child                                                 | 3:33 |
| 4.                 | Frozen flame                                                | 6:37 |
| 5.                 | Forever (Pim Koopman)                                       | 4:40 |
| 6.                 | Worlds apart                                                | 5:14 |
| 7.                 | Crusader                                                    | 4:41 |
| 8.                 | Two wrongs (don't make a right)                             | 3:37 |
| 9.                 | Anybody’s child (Pim Koopman)                               | 5:03 |
| 10.                | Here today                                                  | 3:37 |
| 11.                | Just a matter of time (Pim Koopman)                         | 3:36 |
| 12.                | Full circle                                                 | 5:55 |
| 13.                | Ruthless queen (Tekst Linders, muziek Scherpenzeel)         | 5:01 |
| 14.                | Cried for love (Scherpenzeel; bonustrack op Japanse versie) | 3:23 |
| 15.                | Love lies (Scherpenzeel; bonustrack op Japanse versie)      | 3:42 |
| Totale duur: 57:59 |                                                             |      |

Ruthless queen werd opgenomen met de katalysator van de reünie, leden van De Kast; het verscheen tevens als B-kant op een van hun singles.

## Nasleep
Na het uitbrengen ging de band op tournee, waarbij ook Paradiso werd aangedaan. Kayak kwam met een zangersprobleem te zitten; Werner wilde alleen drummen en ook voormalige Kayak-zanger Edward Reekers was niet beschikbaar. Om Werner qua zang te ontlasten werd Bert Heerink (ex-Vandenberg) aangetrokken. Uiteindelijk bleek dat Werner wel zin had in een reünie, maar niet meer in optreden na optreden, dit werd mede veroorzaakt door een matige gezondheid. Het was het laatste studioalbum van Kayak waaraan Werner meewerkte. Heerink zong de concerten. De concertreeks mondde uit in het livealbum Chance for a live time.

## Hitnotering
| "Close to the fire" in de Nederlandse Album Top 100 - binnen: 03-06-2000 | "Close to the fire" in de Nederlandse Album Top 100 - binnen: 03-06-2000 | "Close to the fire" in de Nederlandse Album Top 100 - binnen: 03-06-2000 | "Close to the fire" in de Nederlandse Album Top 100 - binnen: 03-06-2000 | "Close to the fire" in de Nederlandse Album Top 100 - binnen: 03-06-2000 | "Close to the fire" in de Nederlandse Album Top 100 - binnen: 03-06-2000 | "Close to the fire" in de Nederlandse Album Top 100 - binnen: 03-06-2000 | "Close to the fire" in de Nederlandse Album Top 100 - binnen: 03-06-2000 |
| Week                                                                     | 01                                                                       | 02                                                                       | 03                                                                       | 04                                                                       | 05                                                                       | 06                                                                       |                                                                          |
| ------------------------------------------------------------------------ | ------------------------------------------------------------------------ | ------------------------------------------------------------------------ | ------------------------------------------------------------------------ | ------------------------------------------------------------------------ | ------------------------------------------------------------------------ | ------------------------------------------------------------------------ | ------------------------------------------------------------------------ |
| Nummer                                                                   | 54                                                                       | 57                                                                       | 58                                                                       | 54                                                                       | 58                                                                       | 78                                                                       | uit                                                                      |